# Dernières Nouvelles du monde

Dernières Nouvelles du monde est un court métrage français de 33 minutes de François Prodromidès, tourné au printemps 2016 et sorti au cinéma en juin 2017 et sur France 2 en 2017, pour Histoires courtes et présenté en juin 2017 au festival Côté court de Pantin. Les premières scènes ont été tournées à l'abbaye de la Grainetière et les dernières, à la plage d'Olonne-sur-Mer en Vendée. La région du Mont des Alouettes a été le lieu de tournage de plusieurs scènes.

## Synopsis
Un moine copiste, frère Antoine, apprend que l'imprimerie a été inventée. Il part à pied dans un long voyage pour Mayence, pour voir de ses propres yeux cette nouvelle invention. En chemin, il fait des rencontres.

## Fiche technique
- Producteurs délégués : Jean-Philippe Labadie et Vanessa Ramonbordes (ACIS productions)
- Scénariste : François Prodromidès
- Coproductrice : Mélanie Gérin (Zadig productions)
- Ingénieur du son : Raphaël Bigaud
- Monteur : François Quiqueré[5]
- Décoratrice : Julie Rouxel
- Chef maquilleuse : Mélanie Bruneau
- Assistant à la réalisation : Michaël Dacheux
- Voix : Slimane Dazi
- Directeur de la photo : Sébastien Buchmann
- Directrice de production : Nadège Courant
- Monteur son : Emmanuel Soland
- Costumière : Lola Jacques
- Mixeur : Emmanuel Soland

## Distribution
- François Négret : frère Antoine
- Pascal Cervo : le messager
- Lou Castel : le père
- Armande Boulanger : Sarah
- Kamel Abdelli : le Maure